# Into the Music
Into the Music è l'undicesimo album discografico in studio del cantautore britannico Van Morrison, pubblicato nel 1979.

## Tracce
Tutti i brani sono di Van Morrison, tranne dove indicato.
Side 1
1. Bright Side of the Road – 3:47
2. Full Force Gale – 3:14
3. Steppin' Out Queen – 5:28
4. Troubadours – 4:41
5. Rolling Hills – 2:53
6. You Make Me Feel So Free – 4:09

Side 2
1. Angeliou – 6:48
2. And the Healing Has Begun – 7:59
3. It's All in the Game (Charles Dawes, Carl Sigman) – 4:39
4. You Know What They're Writing About – 6:10

## Formazione
- Van Morrison - voce, chitarra, armonica
- Herbie Armstrong - chitarra, cori
- Pee Wee Ellis - sassofono
- David Hayes - basso
- Mark Isham - tromba, flicorno soprano, trombino
- Mark Jordan - piano
- Katie Kissoon - cori
- Toni Marcus - mandolino, violino, viola,
- Peter Van Hooke - batteria

## Classifiche
| Anno | Classifica                          | Posizione raggiunta |
| ---- | ----------------------------------- | ------------------- |
| 1979 | Regno Unito (Official Albums Chart) | 21                  |